# Кочерицы
Кочерицы — деревня в Струго-Красненском районе Псковской области России. Входит в состав сельского поселения «Новосельская волость».

## География
Находится на северо-востоке региона, в южной части района, в лесной местности у реки Ситня около д.Горское Лесничество.
Уличная сеть не развита.

## История
Согласно Закону Псковской области от 28 февраля 2005 года деревня Кочерицы вошла в состав образованного муниципального образования Цапельская волость.
До апреля 2015 года деревня Кочерицы входила в Цапельскую волость.
В соответствии с Законом Псковской области от 30 марта 2015 года № 1508-ОЗ деревня Кочерицы, вместе с другими селениями упраздненной Цапельской волости, вошла в состав образованного муниципального образования Новосельская волость.

## Население
| 2001 | 2002 | 2010 | 2011 |
| ---- | ---- | ---- | ---- |
| 7    | ↗12  | ↘10  | ↘6   |

## Инфраструктура
Дачи.
Святой источник иеромонаха Мардария, находится в 3,8 км юго-западнее деревни Кочерицы

## Транспорт
Автодорога 58Н-062 Маяково — Кочерицы.